# لويس فرد فايفر
لويس فرد فايفر (بالإنجليزية: Louis Fred Pfeifer)‏ هو عسكري أمريكي، ولد في 19 يونيو 1876 في فيلادلفيا في الولايات المتحدة، وتوفي في 9 فبراير 1949 في نيوجيرسي في الولايات المتحدة.